# 八神純子 MUSIC TOWN
『八神純子 MUSIC TOWN』（やがみ じゅんこ ミュージックタウン）は地方の民間放送ラジオ局で放送されているかしわプロダクション制作の音楽番組・トーク番組である。

## 概要・内容
- 2012年10月放送開始[2]。
- 番組は大抵は隔週で、歌手・演奏家などの音楽家（多くは邦楽関係）を迎えるゲストコーナーと、八神純子が毎回お題を決めてそれにまつわるトークとお便りを紹介するコーナーが週替わりで放送されている。ゲストコーナーが複数週連続（週替わり、ないしは同一ゲストが複数回連続出場した場合もあった）で放送されることもある。また、東日本大震災などの災害被災地や、新型コロナウィルス患者支援などの取り組みを語る「わたしのこころが聞こえますか?」[3]のコーナーがある。
- 八神が新型コロナウイルスで陽性と判定された関係者の濃厚接触者となった[4]事から、2022年7月第2週は、ピンチヒッターとして、小桜はるこが番組進行を担当する。

## ネット局
- 放送時間は青森放送のみ10分の帯番組、他の放送局では10分から60分の週1回の放送で、各局の編成事情により時間帯・尺が異なる。放送時間帯も、帯放送の青森放送は昼だが、他の放送局では朝もしくは夕方～夜間の放送となっている。なお、年末年始には下記放送局以外でも特別番組扱いで単発放送された局もある。

2025年4月度現在
| 放送対象地域   | 放送局名           | 放送曜日    | 放送時間      | 備考                                     |
| -------------- | ------------------ | ----------- | ------------- | ---------------------------------------- |
| 青森県         | 青森放送（RAB）    | 月曜 - 金曜 | 11:35 - 11:45 | 唯一の帯放送                             |
| 岩手県         | IBC岩手放送（IBC） | 日曜        | 22:00 - 22:30 |                                          |
| 秋田県         | 秋田放送（ABS）    | 金曜        | 16:00 - 16:20 |                                          |
| 宮城県         | 東北放送（tbc）    | 土曜        | 6:20 - 6:45   |                                          |
| 福島県         | ラジオ福島（rfc）  | 火曜        | 18:45 - 19:00 | 2025年4月1日ネット開始                   |
| 福井県         | 福井放送（FBC）    | 木曜        | 15:45 - 16:25 |                                          |
| 大阪府         | ラジオ大阪（OBC）  | 火曜        | 18:00 - 19:00 | 2025年4月1日ネット開始                   |
| 岡山県         | RSK山陽放送（RSK） | 土曜        | 16:05 - 16:30 |                                          |
| 島根県・鳥取県 | 山陰放送（BSS）    | 木曜        | 15:00 - 15:30 | 2022年9月24日終了/2025年4月3日ネット再開 |
| 徳島県         | 四国放送（JRT）    | 火曜        | 16:40 - 16:50 |                                          |
| 福岡県         | RKB毎日放送（rkb） | 土曜        | 09:30 - 09:45 |                                          |
| 熊本県         | 熊本放送（RKK）    | 水曜        | 18:30 - 19:00 | 2025年4月2日ネット再開                   |
| 大分県         | 大分放送（OBS）    | 日曜        | 15:30 - 15:40 |                                          |
| 鹿児島県       | 南日本放送（MBC）  | 火曜        | 21:00 - 21:30 |                                          |

### 過去のネット局
| 放送対象地域   | 放送局名          | 放送曜日 | 放送時間      | 放送期間                                  |
| -------------- | ----------------- | -------- | ------------- | ----------------------------------------- |
| 富山県         | 北日本放送（KNB） | 土曜     | 19:00 - 20:00 |                                           |
| 石川県         | 北陸放送（MRO）   | 日曜     | 18:00 - 19:00 |                                           |
| 新潟県         | 新潟放送（BSN）   | 木曜     | 21:00 - 21:55 |                                           |
| 長野県         | 信越放送（SBC）   | 金曜     | 18:30 - 19:00 | 2025年3月28日終了                         |
| 京都府・滋賀県 | KBS京都           | 土曜     | 19:00 - 20:00 | 2024年10月5日ネット開始/2025年3月29日終了 |